# Festival van San Remo 1960
Het Festival van San Remo 1960 was de tiende editie van de liedjeswedstrijd. Renato Rascel werd verkozen om naar het Eurovisiesongfestival 1960 te gaan, waar hij de achtste plaats in de wacht sleepte.

## Finale
1. Romantica (Dino Verde & Renato Rascel) Tony Dallara – Renato Rascel
2. Libero (Domenico Modugno & Franco Migliacci) Domenico Modugno – Teddy Reno
3. Quando vien la sera (Alberto Testa & Carlo Alberto Rossi) Wilma De Angelis – Joe Sentieri
4. Colpevole (Vincenzo D'Acquisto-Saverio Seracini) Nilla Pizzi – Tonina Torrielli
5. È mezzanotte (Testa-Cozzoli-Compari) Joe Sentieri – Sergio Bruni
6. Il mare (Pugliese-Vian) Giorgio Consolini – Sergio Bruni
7. Noi (Bruno Pallesi-Walter Malgoni) Jula De Palma – Tony Dallara
8. È vero (Nisa-Umberto Bindi) Teddy Reno – Mina
9. Splende il sole (Pinchi-Danpa-Panzuti) Fausto Cigliano – Irene D'Areni
10. Notte mia (Zanfagna-De Martino) Johnny Dorelli – Jula De Palma

## Halvefinalisten
- A come amore (Brighetti-Martino) Flo Sandon's – Gloria Christian
- Amore abisso dolce (Testoni-Gigante) Achille Togliani – Giorgio Consolini
- Amore senza sole (Mario Panzeri-Vittorio Mascheroni) Johnny Dorelli – Betty Curtis
- Gridare di gioia (Fanciulli-Testa) Germana Caroli – Arturo Testa
- Invoco te (Testoni-Masetti) Gino Latilla – Miranda Martino
- Non sei felice (Riccardo Vantellini-Pinchi) Mina – Betty Curtis
- Perderti (Pinchi-Bassi) Tonina Torrielli – Arturo Testa
- Perdoniamoci (Di Paola-Bertini) Achille Togliani – Nilla Pizzi
- Splende l'arcobaleno (Di Ceglie-Tumminelli) Wilma De Angelis – Gloria Christian
- Vento pioggia... scarpe rotte (Taranto-Grasso) Gino Latilla – Miranda Martino

1951 · 1952 · 1953 · 1954 · 1955 · 1956 · 1957 · 1958 · 1959 · 1960 · 1961 · 1962 · 1963 · 1964 · 1965 · 1966 · 1967 · 1968 · 1969 · 1970 · 1971 · 1972 · 1973 · 1974 · 1975 · 1976 · 1977 · 1978 · 1979 · 1980 · 1981 · 1982 · 1983 · 1984 · 1985 · 1986 · 1987 · 1988 · 1989 · 1990 · 1991 · 1992 · 1993 · 1994 · 1995 · 1996 · 1997 · 1998 · 1999 · 2000 · 2001 · 2002 · 2003 · 2004 · 2005 · 2006 · 2007 · 2008 · 2009 · 2010 · 2011 · 2012 · 2013 · 2014 · 2015 · 2016 · 2017 · 2018 · 2019 · 2020 · 2021 · 2022 · 2023 · 2024 · 2025
België · Denemarken · Frankrijk · Italië · Luxemburg · Monaco · Nederland · Noorwegen · Oostenrijk · Verenigd Koninkrijk · West-Duitsland · Zweden · Zwitserland